# Winnertzia pinicorticis
Winnertzia pinicorticis är en tvåvingeart som beskrevs av Ephraim Porter Felt 1907. Winnertzia pinicorticis ingår i släktet Winnertzia och familjen gallmyggor.
Artens utbredningsområde är Virginia. Inga underarter finns listade i Catalogue of Life.